# Hindukusch
Der Hindukusch (persisch هندوکش) ist ein Gebirge in Zentralasien. Bei den Geographen der Antike wurde er auch als Parapanisos bzw. Paropamisos bezeichnet. Er liegt größtenteils in Afghanistan, der östliche Teil mit den höchsten Gipfeln liegt in Pakistan. Im äußersten Osten verläuft er entlang der pakistanisch-chinesischen Grenze. Der höchste Berg ist der Tirich Mir (7708 m).
Die Herkunft des Namens Hindukusch wird, übersetzt als „Hindu-Mörder“, von dem Forschungsreisenden Ibn Battūta (1304–1377) auf die zahlreichen Hindu-Sklaven zurückgeführt, die bei ihrem Weg von Indien nach Turkestan in diesen Bergen ums Leben kamen. Ursprünglich bezog sich der Name wohl nur auf die Bergkette nördlich von Kabul. Alternativ lässt er sich als „indische Berge“ interpretieren, vgl. Kuhestan als „Bergland“. Der Wortbestandteil „-kusch“ wäre dann ein Kognat zum persischen „kuh“ (Berg). Vergleiche auch das Gebirge Kuschi in Belutschistan und das Imperium Kuschana, welches sich unter anderem über den Hindukusch erstreckte. Älter und zumindest artverwandt wäre auch die Bezeichnung als „Kaukasus Indicus“ zur Indo-Griechischen Zeit.

## Geografie

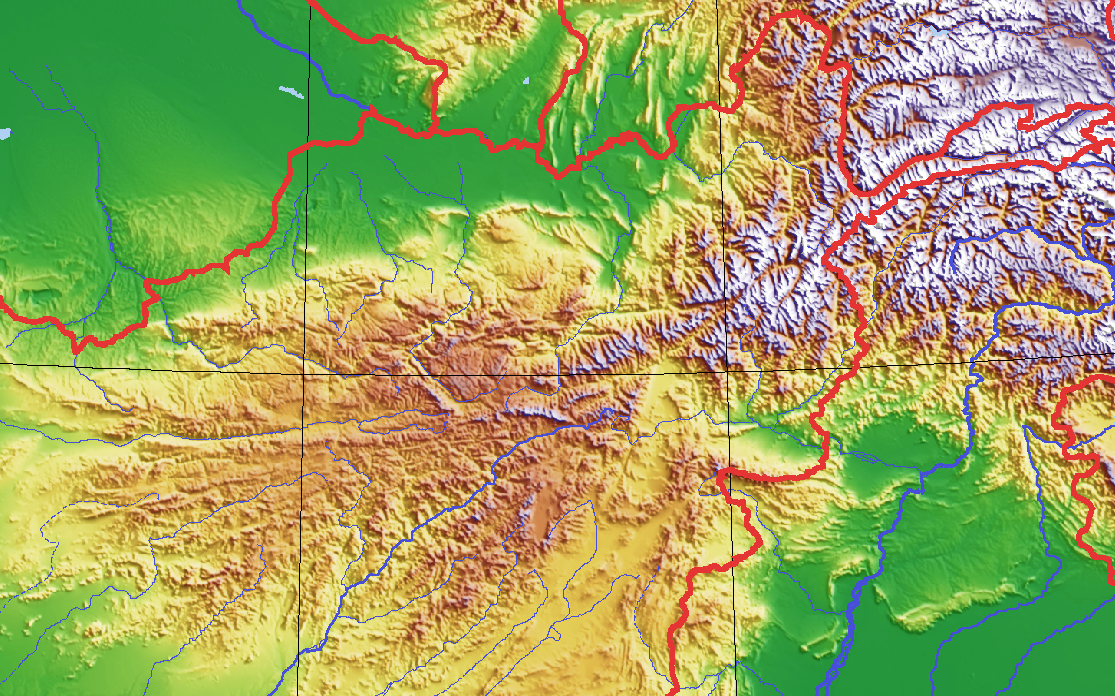
Physische Karte

Der größte Teil des Hindukusch liegt in Afghanistan und besteht aus trockenen, ca. 4000 bis 5000 m hohen Bergen. Die Hauptkette des Hindukusch in der Grenzregion zu Pakistan ist dagegen ein mit dem Himalaya vergleichbares Hochgebirge mit bis zu 20 km langen Gletschern. Gelegentlich wird der Hindukusch als Teil des Himalaya betrachtet oder die beiden Gebirge werden zusammen mit dem Karakorum zur geologischen Gebirgseinheit Hindukusch-Karakorum-Himalaya-Kette (HKH) vereint. Ebenfalls mit HKH abgekürzt wird die Hindukusch-Himalaya-Region, eine länderübergreifende Entwicklungsregion in Südasien. Zudem ist der Hindukusch (Östlicher und zentraler Teil immer, westlicher Teil je nach Autor) Teil des kontinentalen Gebirgssystems Hochasien.
Die Ausdehnung des Hindukusch beträgt in Ost-West-Richtung rund 800 km, in der Breite variiert sie zwischen 50 und 350 km. Obwohl die Encyclopædia Britannica ebenfalls eine Ausdehnung von 800 km nennt, erklärt sie in ihrem Artikel weiter unten, dass eine Festlegung der östlichen und westlichen Grenze des Hindukusch schwierig und nicht eindeutig ist. Anschließend führt sie folgende Unterteilung mit Grenzen auf:
1. Östlicher Hindukusch: vom Karambar-Pass im äußersten Osten bis zum Dorah-Pass
2. Mittlerer Hindukusch: vom Dorah-Pass bis zum Shibar-Pass nordwestlich von Kabul
3. Westlicher Hindukusch: vom Shibar-Pass bis zur Stadt Herat an der Grenze zu Iran und darüber hinaus.
Dies würde die gesamten fächerförmigen Gebirgszüge in Zentral-Afghanistan wie beispielsweise den Koh-e Baba mit einschließen. Dann wäre der Hindukusch 1.100 bis 1.200 km lang.

## Grenze
Im Nordosten ist das Gebirge zum Pamir durch den Pjandsch und dessen Quellfluss Wachandarja begrenzt. Über den Wakhjir-Pass zwischen Afghanistan und China schließt sich das Tal des Taschkorgan an. Diesem folgt die Grenze flussabwärts Richtung Osten bis zum Zufluss eines unbekannten Flusses aus Richtung Süden, was den nordöstlichsten Punkt des Hindukusch darstellt (Koordinaten). In diesem Tal flussaufwärts Richtung Süden verläuft auch der Karakorum Highway – hier als die chinesische Nationalstraße G314, die den äußersten Osten des Hindukusch darstellt. Die Grenze verläuft der Straße folgend bis zum Kunjirap-Pass (Koordinaten), der den Übergang zum Karakorum darstellt. Die Grenze Hindukusch-Karakorum geht nun weiter Richtung Westen dem Highway folgend das gesamte Kunjirap-Tal flussabwärts bis zu dessen Vereinigung mit dem Kilik (Koordinaten). Hier verlässt die Grenze die Straße und geht das Kilik-Tal hinauf. Über den Kermin-Pass (Koordinaten) wechselt die Grenze in das südliche Nachbartal des Chapursan. Dort weiter flussaufwärts bis zum Chillinji-Pass (Koordinaten). Danach kurz hinunter ins Karambar-Tal. Ab hier beginnt die südliche Grenze zum Hinduraj. Diese verläuft zunächst das Tal hinauf bis zum Karambar-Pass (Koordinaten). Westlich davon folgt die Grenze dem Yarkhun flussabwärts, bis dieser in den Mastuj (Koordinaten) und dieser wiederum in den Kunar (auch „Chitral“) (Koordinaten) mündet. Dieser passiert die Grenze von Pakistan nach Afghanistan, bis er schließlich bei Dschalalabad in den Fluss Kabul (Koordinaten) fließt. Dschalalabad liegt an den südlichsten Ausläufern des Hindukusch. Die Grenze verläuft weiter den Fluss Kabul flussaufwärts.
Im Südwesten grenzt der Hindukusch an die Gebirgsketten Zentral-Afghanistans, unter anderem den Koh-e Baba.

## Auswirkungen des Klimawandels
Die globale Erwärmung hat Einfluss auf das Klima des Hindukusch. Eine Studie von Philippus Wester et al. aus dem Jahr 2019, an der mehr als 350 Forscher beteiligt waren, kommt zu dem Ergebnis, dass selbst beim Erreichen des 1,5-Grad-Ziels aus dem Pariser Übereinkommen etwa ein Drittel der Eisflächen des Himalaya und Hindukusch verloren gehen wird. Da sich die Wasserversorgung von beinahe zwei Milliarden Menschen aus den Gletschersystemen speist, könnte es bei Bewahrheitung des Klimamodells zu schwerwiegenden Folgen für die Bevölkerung kommen. Der Klimatologe Philippus Wester kommentiert seine Erkenntnisse wie folgt: „Die globale Erderwärmung ist dabei, die eisigen, mit Gletschern bedeckten Gipfel des [Hindukusch-Himalaya], die sich über acht Länder erstrecken, innerhalb von etwas weniger als einem Jahrhundert in kahle Felsen zu verwandeln.“

## Berge

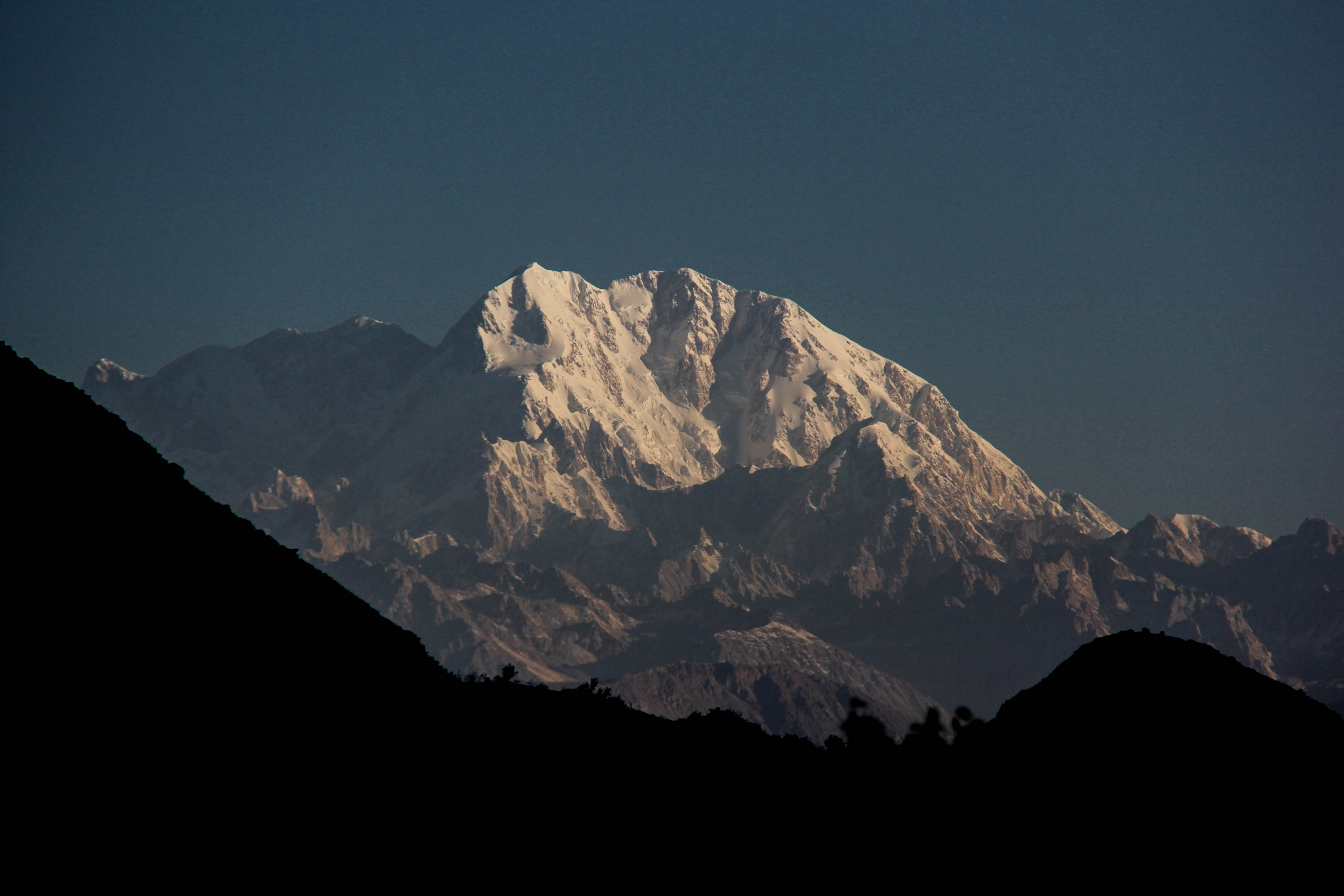
Tirich Mir, der höchste Berg des Gebirges

### Höchste Berge
Der höchste Berg ist über 7700 m hoch.
Eine Auswahl:
| Name              | Höhe in [m] | Land   |
| ----------------- | ----------- | ------ |
| Tirich Mir        | 7708        | PK     |
| Noshak            | 7492        | AF, PK |
| Istor-o-Nal       | 7403        | PK     |
| Saraghrar I       | 7338        | PK     |
| Udren Zom         | 7140        | PK     |
| Lunkho e Dosare   | 6901        | AF, PK |
| Kuh-e Bandaka     | 6843        | AF     |
| Koh-e Keshni Khan | 6743        | AF     |
| Sakar Sar         | 6272        | AF, PK |
| Kohe Mondi        | 6234        | AF     |
| Mīr Samīr         | 5809        | AF     |

### Weitere Berge in Afghanistan
Folgende Berge sind vergleichsweise niedrig, haben aber eine Bedeutung für die Menschen des Landes mit hinduistischen Glaubensrichtungen.
- Koh-e Kuschkak, Taywara, Ghor
- Koh-e Kuschkak, Chishti Shariff, Herat
- Koh-e Kuschk, Tschaghtscharan, Ghor
- Qaryah-ye Fil Kush, Farah
- Koh-e Koschah, Panjab, Bamiyan (Panjab = Fünf Wasser wie Punjab)
- Kohe Kuschkak, Sar-i Pul (Provinz)
- Koh-e Koschashi, Dawlat Shah, Laghman
- Koh e Hindaki, Kabul
- Koh e Buzkush, Badachschan
- Kham e Hindu, Kabul
- Koh e Chehelsotun, Kabul
- Jahan Pahlavan Ghar, Ghar Paschtu = Berg, Farsi = Berghöhle, Paktia
- Kūh-e Hādschī-ye Koschte, Hazarsum, Samangan
- Sang e Rostam, Day Chopan, Zabul
- Koh e Hawz e Rostam, Parwan
- Koh e Takhte Rostam e Tscha Mar, Zābol, Iran Nimrus
- Koh e Asamai Kabul
- Koh e Hindu, Mir Bacha Kot, Provinz Kabul
- Koh-e Hindu, Ghorband, Parwan
- Koh e Deh e Hindu, Wardak
- Koh e Hindu (Farah), Gulistan, Farah
- Kohe Hindukus, Chindschan, Baglan
- Kuh-e Urtemir, Nahrain, Baglan, siehe auch (Pamir, Kaschmir, Tirich Mir)
- Kushmand Gar, Alingar, Laghman (ḠĀR oder Ghar = Berg / Berghöhle کش منډ غر)
- Kashtun Ghar, auch Kushtun Gar, Waygal, Nuristan (کش تون غر)
- Kushtoz Ghar, Nuristan

## Politischer Kontext
Die südöstlichen Ausläufer des Hindukusch (wie etwa die Spīn-Ghar-Kette oder das Sulaimangebirge) waren das Hauptrückzugsgebiet der Taliban-Milizen. Deutschland war ab 2001 in Afghanistan mit der Bundeswehr im Einsatz. Im Hinblick darauf äußerte der damalige Bundesminister für Verteidigung Peter Struck am 4. Dezember 2002: „Die Sicherheit Deutschlands wird auch am Hindukusch verteidigt.“

## Pässe
Die Hindukusch-Pässe (persisch کوتل, DMG kūtal, in Afghanistan kōtal, ‚Pass‘ oder persisch گذرگاه, DMG guẕargāh, ‚Passage‘) heißen:
| Name         | pers. Name (Kotal e …) | Höhe in [m] | Koord. | Land   |
| ------------ | ---------------------- | ----------- | ------ | ------ |
|              | Bazak                  | 5000        |        |        |
|              | Naksan                 | 5050        |        |        |
|              | Kan Chin               | 4900        |        |        |
|              | Marastrak              | 5760        |        |        |
| Salangpass   | Salang                 | 3878        | (⊙)    | AF     |
| Aqrabat-Pass | Aq Rabat               | 3600        | (⊙)    | AF     |
| Kushan-Pass  | Kushan                 | 4300        |        |        |
|              | Tschar Dar             | 4236        |        |        |
| Khawak-Pass  | Khawak                 | 3848        | (⊙)    | AF     |
|              | Pilo                   | 3600        |        |        |
|              | Dandan Shekan          | 2700        |        |        |
|              | Dalan Sank Shatal      | 3560        |        |        |
| Shibar-Pass  | Shibar                 | 3000        | (⊙)    | AF     |
| Broghol-Pass | Broghol                | 3798        | (⊙)    | AF, PK |
| Dorah-Pass   | Dorah                  | 4300        | (⊙)    | AF, PK |
| Irshad-Pass  | Irshad                 | 4977        | (⊙)    | AF, PK |
| Unai-Pass    | Unai                   | 3300        | (⊙)    | AF     |
| Wakhjir-Pass | Wakhjir                | 4923        | (⊙)    | AF, CN |

## Geologie
Der Hindukusch gehört zu den Faltengebirgen, die mit dem Eindringen der Indischen Platte in das zentralasiatische Festland aufgeworfen werden, und ist geologisch noch relativ jung. Sein Wachstum hält an.

## Ökologische Höhenstufen
Bei den ökologischen Höhenstufen sind zwei Gebiete zu unterscheiden: Die nordwestliche Abdachung des Hindukusch (z. B. Ghorbandtal, Pandschschir-Tal) ist trocken. Die südöstliche Seite (z. B. Nuristan, Laghman) ist feucht und wird vom Monsun beeinflusst.
| Schematische Übersicht |                       | |                         |                                                                                       |
| Stufe                  | Westlicher Hindukusch | Westlicher Hindukusch | Südöstlicher Hindukusch | Südöstlicher Hindukusch                                                               |
| Schneegrenze           | 4800–5200             | | 5200–5400               |                                                                                       |
| Subnivalstufe          | 4200–4800             | offene Schuttfluren | 4300–5200               | Schuttfluren                                                                          |
| Alpine Stufe           | 3600–4200             | Schuttfluren (Leucopoa) | 3500–4300               | Alpine Rasen, Matten und Schuttfluren, Quellfluren                                    |
| Subalpinstufe          | 2800–3600             | Dornpolster, Gebirgshalbwüste | 3000–3500               | Krummholz-/Dornpolster-Mosaik; Hochstauden, Quellfluren                               |
| Waldgrenze             | nicht erkennbar       | nicht erkennbar | 3000–3150               | Nadelhölzer, Juniperus, Betula                                                        |
| Nadelwaldstufen        | 2000–2800             | kaum vorhanden (meist Gebirgshalbwüste, selten offene Juniperusfluren)                                                              | 2200–3000               | Abies, Picea, Cedrus, Pinus (in einzelnen Talschaften sehr unterschiedlich)           |
| Laubwaldstufen         | 1400–2000             | kaum vorhanden, Pistacia vera im Norden, andere Pistacia-Arten und Amygdalus in Zentral- und Südwestafghanistan (offene Baumfluren) | 1000–2300               | Quercus balout-Hartlaubwälder (z. T. noch andere immergrüne Quercus-Arten bis 2800 m) |
| Talbereiche            | < 1400                | Halbwüste, Wüste, Flussoasen (im Norden: z. T. Steppen)                                                                             | 700–1100                | subtropischer Trockenbusch mit Vorland~ Dorngehölzen (Reptonia, Stocksia)             |
| Talbereiche            | < 1400                | Halbwüste, Wüste, Flussoasen (im Norden: z. T. Steppen)                                                                             | < 700                   | subtropischer Trockenbusch und Halbwüsten (Aerva, Rhazia, Flussoasen)                 |